# 5 Pułk Pancerny (PSZ)

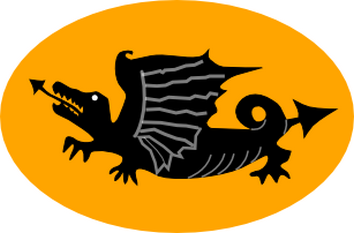
Oznaka 16 Samodzielnej Brygady Pancernej

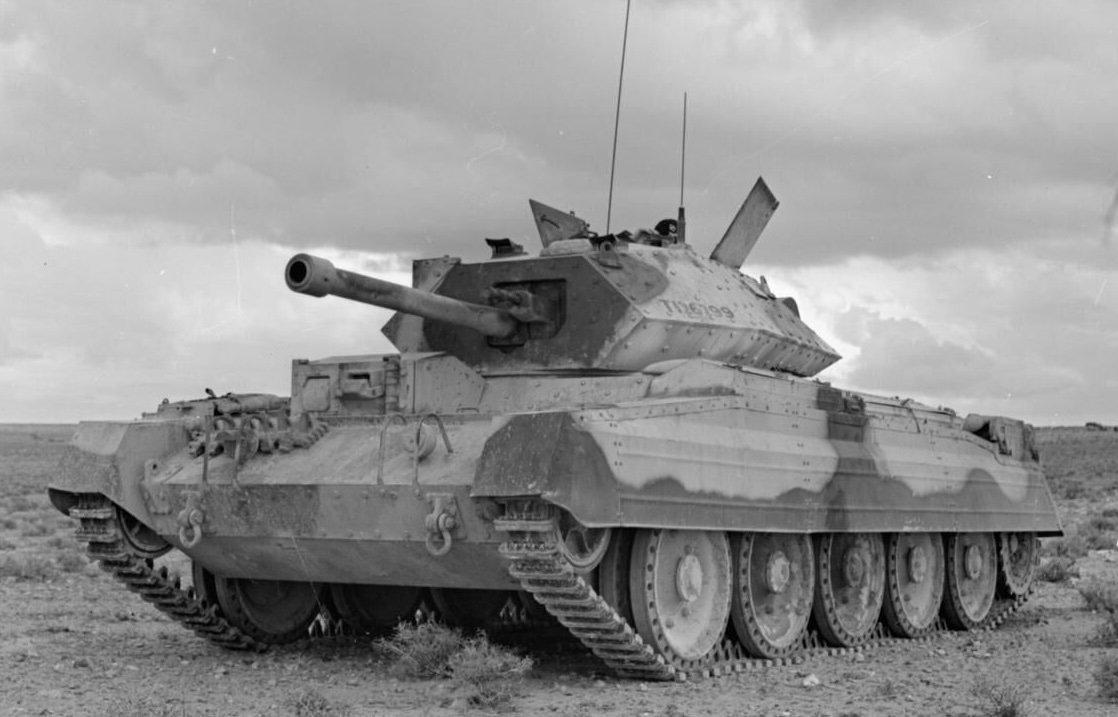
Czołg pułku – Mk VI Crusader

5 Pułk Pancerny – oddział pancerny Polskich Sił Zbrojnych.

## Formowanie i zmiany organizacyjne
Formowanie 5 pułku pancernego rozpoczęto na podstawie rozkazu organizacyjnego nr 6 dowódcy 16 Samodzielnej Brygady Pancernej z dnia 31 marca 1945 roku w miejscowości Duns, w Szkocji, z dniem 5 kwietnia 1945 r. w składzie 16 Samodzielnej Brygady Pancernej. Zalążki dla pułku wydzielił 9 pułk ułanów Małopolskich w sile 6 oficerów 43 szeregowych. Dowódcą grupy organizacyjnej był major Konstanty Hajdenko. 25 kwietnia dowództwo pułku objął ppłk Jerzy Łucki. Do jednostki zaczęli napływać żołnierze osiągając 25 kwietnia stan 10 oficerów i 389 szeregowych. W samym czasie do pułku dotarły przekazane przez 3 pułk pancerny czołgi lekkie Stuart i samochody opancerzone Scout-Car. Następnie w maju dotarły pierwsze czołgi Cromwell. Pułk otrzymywał sukcesywnie wyszkolone załogi czołgów z Centrum Wyszkolenia Pancernego i Technicznego oraz szkolił we własnym zakresie kierowców i specjalistów. Pozwoliło to sformować w ramach pułku 19 czerwca 1945, 3 szwadron pancerny. W dniu 1 lipca 1945 w pułku było jedynie 16 czołgów średnich Centaur I i Cromwell, pozwoliło to w dniu 13 lipca rozpocząć 1 szwadronem szkolenie pancerne, a potem sukcesywnie następne szwadrony. W połowie czerwca 1945 roku uznano, iż 5 pułk pancerny osiągnął strukturę organizacyjną przewidzianą etatem. Brak jednak było wyszkolonych oficerów. Intensywne szkolenie pancerne prowadzono do końca sierpnia 1945 r.. Do końca swojego istnienia pułk nie otrzymał etatowego uzbrojenia i sprzętu bojowego, czołgi jedynie w ilości 50-60% stanu etatowego. Pułk tak jak brygada nie osiągnął pełnej gotowości bojowej z uwagi na brak pełnego wyposażenia w czołgi oraz zakaz prowadzenia dalszego szkolenia bojowego wydany przez władze brytyjskie. Pod koniec maja jednostka osiągnęła gotowość organizacyjną. 

### Pancerni „piątacy” po wojnie
W czerwcu 1945 roku pułk został dyslokowany do rejonu Wick-Thurso w północnej Szkocji. Prowadził w dalszym ciągu intensywne szkolenie, na pozyskanym sprzęcie bojowym. Początkowo został rozlokowany na Stacji RAF Skitten. W lipcu i sierpniu po ukończeniu szkolenia osiągnął gotowość bojową. Po wrześniu 1945 roku zaniechano szkolenia i rozpoczęto przygotowywanie żołnierzy do życia cywilnego-zdobywanie zawodów. Podjęto demobilizację. W następnym roku oddział został dyslokowany do Carronbridge (Dumfries and Galloway), a w 1947 roku rozformowany.
Dowódca pułku
- podpułkownik Jerzy Łucki[7],

Zastępca dowódcy pułku
- mjr dypl.Stanisław Bentkowski.

## Skład etatowy
- dowództwo
- pluton czołgów dowództwa a. 4 czołgi
- pluton rozpoznawczy (11 czołgów lekkich Stuart i scout - carów)
- trzy szwadrony liniowe a. czołg dowódcy szwadronu + pięć plutonów a. 3 czołgi

Pułk liczył 34 oficerów i 596 szeregowych. Zgodnie z etatem pułk miał posiadać 52 czołgi średnie i 11 czołgów lekkich. Pułk nie posiadał pełnego wyposażenia w sprzęt.
Proporczyk
Proporczyki trójkątne czarno-pomarańczowe z pąsowym paskiem przez środek.